# Międzynarodowy Komitet Techniczny Prewencji i Zwalczania Pożarów
Międzynarodowy Komitet Techniczny Prewencji i Zwalczania Pożarów (fr. Comité Technique International de Prévention du Feu, CTIF, ang. International association of fire and rescue services).
CTIF powstał w 1900 w Paryżu. Obecnie grupuje 48 państw. 
Co 4 lata organizuje międzynarodowe zawody strażackie według własnego regulaminu zwane również Olimpiadą Pożarniczą. Nazwa ta, bierze się z faktu, iż zawody te są w szczególny sposób wzorowane na igrzyskach olimpijskich. Podczas uroczystości otwarcia zapalany jest znicz olimpijski, drużyny prezentowane są podczas uroczystego przemarszu wokół stadionu, udział w zawodach bierze większość państw europejskich, składane są specjalne przysięgi przez zawodników, trenerów i sędziów zawodów. Dodatkowo wygrana w zawodach daje tylko prestiż, jak podczas starożytnych igrzysk. Dla zawodników przewidziane są tylko indywidualne medale, odznaki zawodów oraz dyplomy. 
Dotychczas odbyły się 24 Międzynarodowe Zawody Młodzieży oraz 17 Olimpiad CTIF.

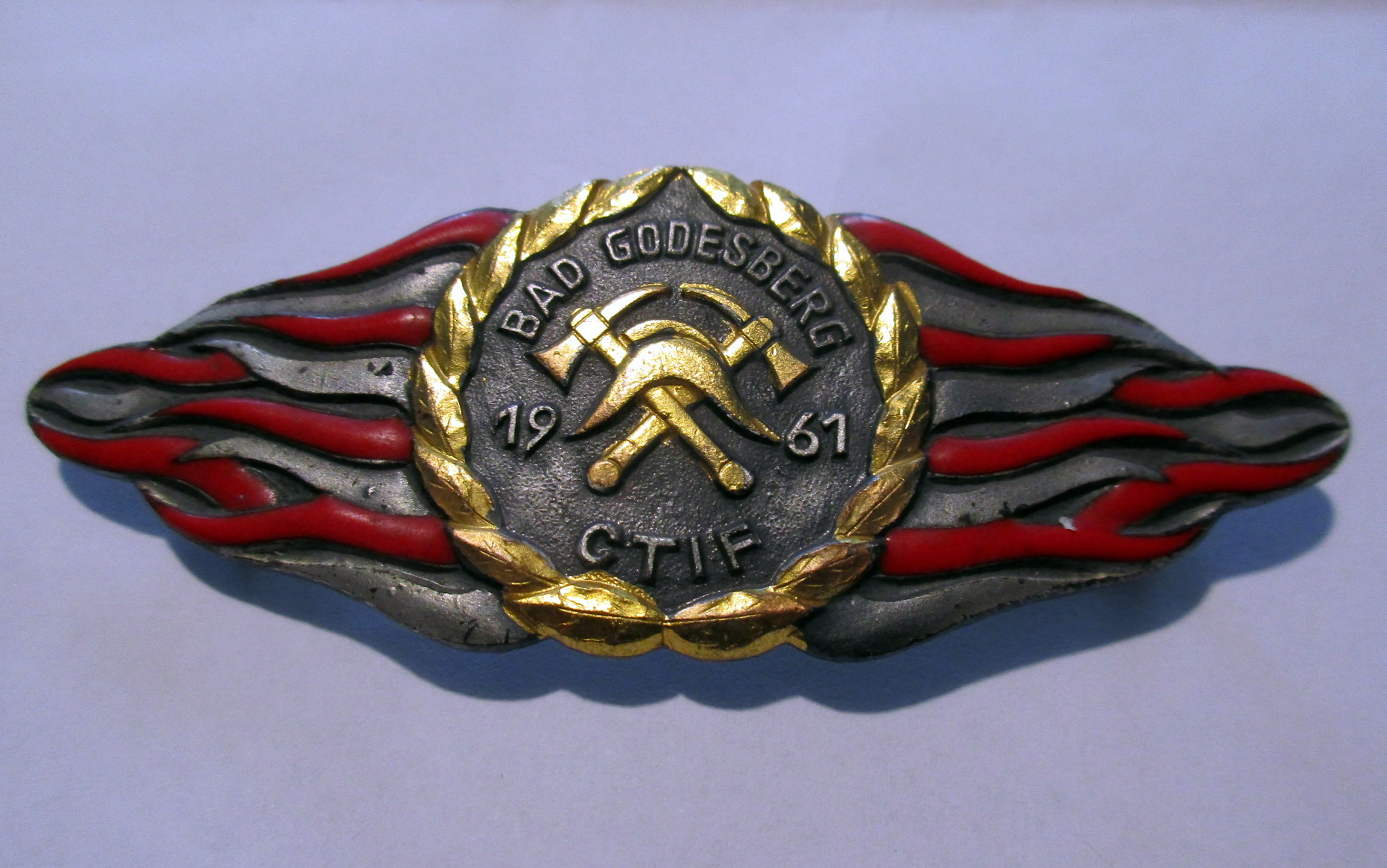
Odznaka zawodnika pierwszych zawodów CTIF - 1961

| Zawody CTIF | Zawody MDP | Rok  | Miejsce zawodów, kraj               | Data          | Rodzaj konkursu | Liczba drużyn | Liczba państw |
| ----------- | ---------- | ---- | ----------------------------------- | ------------- | --------------- | ------------- | ------------- |
| I.          | –          | 1961 | Bad Godesberg, Niemcy               | 21–26.07.     | MZSP            | 51            | 11            |
| II.         | –          | 1963 | Miluza, Francja                     | 02–08.09.     | MZSP            | 69            | 11            |
| III.        | –          | 1966 | Karlovac, była Jugosławia           | 03–11.09.     | MZSP            | 87            | 13            |
| IV.         | –          | 1969 | Krems an der Donau, Austria         | 01–07.07.     | MZSP            | 104           | 14            |
| V.          | –          | 1973 | Brno, była Czechosłowacja           | 09–16.07.     | MZSP, SP        | 116           | 18            |
| VI.         | –          | 1977 | Trydent, Włochy                     | 31.07.–07.08. | MZSP, SP        | 102           | 18            |
| -           | I.         | 1977 | Ettelbruck, Luxemburg               | 20-24.07.     | ZMDP            | 6             | 9             |
| -           | II.        | 1979 | Perchtoldsdorf, Austria             | 08-12.08.     | ZMDP            | 15            | 8             |
| VII.        | III.       | 1981 | Böblingen, Niemcy                   | 19–27.07.     | MZSP, SP, ZMDP  | 131           | 18            |
| -           | IV.        | 1983 | Veldhoven, Holandia                 | 24-31.07.     | ZMDP            | 20            | 12            |
| VIII.       | V.         | 1985 | Vöcklabruck, Austria                | 15–21.07.     | MZSP, SP, ZMDP  | 143           | 19            |
| -           | VI.        | 1987 | Havlíčkův Brod, była Czechosłowacja | 22-28.07.     | ZMDP            | 26            | 15            |
| IX.         | VII.       | 1989 | Warszawa, Polska                    | 24–31.07.     | MZSP, SP, ZMDP  | 171           | 20            |
| -           | VIII.      | 1991 | Lappeenranta, Finlandia             | 15-21.07.     | ZMDP            | 28            | 14            |
| X.          | IX.        | 1993 | Berlin, Niemcy                      | 11–17.07.     | MZSP, SP, ZMDP  | 198           | 23            |
| -           | X.         | 1995 | Arco, Włochy                        | 23-29.07.     | ZMDP            | 35            | 18            |
| XI.         | XI.        | 1997 | Herning, Dania                      | 06–12.07.     | MZSP, SP, ZMDP  | 211           | 25            |
| -           | XII.       | 1999 | Altkirch, Francja                   | 11-17.07.     | ZMDP            | 38            | 19            |
| XII.        | XIII.      | 2001 | Kuopio, Finlandia                   | 22–28.07.     | MZSP, SP, ZMDP  | 208           | 28            |
| -           | XIV.       | 2003 | Kapfenberg, Austria                 | 20-26.07.     | ZMDP            | 43            | 24            |
| XIII.       | XV.        | 2005 | Varaždin, Chorwacja                 | 17–24.07.     | MZSP, SP, ZMDP  | 227           | 31            |
| -           | XVI.       | 2007 | Revinge, Szwecja                    | 15–21.07.     | ZMDP            | 47            | 23            |
| XIV.        | XVII.      | 2009 | Ostrawa, Czechy                     | 19–26.07.     | MZSP, SP, ZMDP  | 232           | 28            |
| -           | XVIII.     | 2011 | Gmina Kočevje, Słowenia             | 17–24.07.     | ZMDP            | 44            | 20            |
| XV.         | XIX.       | 2013 | Miluza, Francja                     | 14–21.07.     | MZSP, SP, ZMDP  | 223           | 25            |
| -           | XX.        | 2015 | Opole, Polska                       | 19-26.07.     | ZMDP            | 42            | 23            |
| XVI.        | XXI.       | 2017 | Villach, Austria                    | 09-16.07.     | MZSP, SP, ZMDP  | 236           | 27            |
| -           | XXII.      | 2019 | Martigny, Szwajcaria                | 14-21.07.     | ZMDP            | 52            | 23            |
| XVII.       | XXIII.     | 2022 | Celje, Słowenia                     | 17-24.07.     | MZSP, SP, ZMDP  | -             | -             |
| -           | XXIV.      | 2024 | Trydent, Włochy                     | 21-28.07.     | ZMDP            | 60            | 22            |
| -           | XXV.       | 2026 | Sumperk, Czechy                     | 13-19.07.     | ZMDP, SP        | ?             | ?             |
| XVIII.      | -          | 2026 | Eisenstadt, Austria                 | 23-26.07.     | MZSP            | ?             | ?             |

MZSP – Międzynarodowe Zawody Straży Pożarnych
SP – Zawody w Sporcie Pożarniczym
ZMDP – Zawody Młodzieżowych Drużyn Pożarniczych

## Eliminacje do zawodów Międzynarodowych w Polsce
Eliminacje do zawodów Międzynarodowych odbywają się w Polsce w roku poprzedzającym zmagania na arenie międzynarodowej. W początkowej fazie zmagań odbywały się jako Centralne Eliminacje do Zawodów Międzynarodowych CTIF, następnie reprezentację tworzyły drużyny które zajmowały czołowe miejsca w Krajowych Zawodach Sportowo - Pożarniczych, w dalszej kolejności już jako Ogólnopolskie Zawody Sportowo - Pożarnicze CTIF. 
| Zawody CTIF | Rok  | Miejsce zawodów  | Data            | Rodzaj konkursu                                            |
| ----------- | ---- | ---------------- | --------------- | ---------------------------------------------------------- |
| I           | 1966 | Warszawa         | 27-29.06.1966   | Centralne Eliminacje do Zawodów Międzynarodowych CTIF      |
| II          | 1968 | Wrocław          | 18-19.05.1968   | II Krajowe Zawody Sportowo - Pożarnicze Wrocław 1968       |
| III         | 1972 | Kraków           | 26-27.05.1972   | III Krajowe Zawody Sportowo - Pożarnicze Kraków 1972       |
| IV          | 1976 | Łódź             | 10-12.09.1976   | IV Krajowe Zawody Sportowo - Pożarnicze Łódź 1976          |
| V           | 1980 | Poznań           | 02-04.10.1980   | V Krajowe Zawody Sportowo - Pożarnicze Poznań 1980         |
| VI          | 1984 | Białystok        | 03-05.08.1984   | VI Krajowe Zawody Sportowo - Pożarnicze Białystok 1984     |
| VII         | 1988 | Krapkowice       | 20.11.1988      | Centralne Eliminacje do Zawodów Międzynarodowych CTIF      |
| VIII        | 1992 | Zdzieszowice     | 17.10.1992      | Centralne Eliminacje do Zawodów Międzynarodowych CTIF      |
| IX          | 1996 | Kościan          | 23-25.08.1996   | Centralne Eliminacje do Zawodów Międzynarodowych CTIF      |
| X           | 2000 | Lądek            | 11-13.08.2000   | I Ogólnopolskie Zawody Sportowo - Pożarnicze według CTIF   |
| XI          | 2004 | Parczew          | 17-19.09.2004   | II Ogólnopolskie Zawody Sportowo - Pożarnicze według CTIF  |
| XII         | 2008 | Lądek            | 16-17.08.2008   | III Ogólnopolskie Zawody Sportowo - Pożarnicze według CTIF |
| XIII        | 2012 | Biała Podlaska   | 07-09.09.2012   | IV Ogólnopolskie Zawody Sportowo - Pożarnicze według CTIF  |
| XIV         | 2016 | Polanica - Zdrój | 16-18.09.2016   | V Ogólnopolskie Zawody Sportowo - Pożarnicze według CTIF   |
| XV          | 2021 | Konin            | 29.08.2021      | VI Ogólnopolskie Zawody Sportowo - Pożarnicze według CTIF  |
| XVI         | 2025 | Stężyca          | 23 - 24.08.2025 | VII Ogólnopolskie Zawody Sportowo - Pożarnicze według CTIF |